# Lintong
Lintong, tidigare stavat Lintung, är ett stadsdistrikt i provinshuvudstaden  Xi'an i Shaanxi-provinsen, nordvästra Kina. Orten är mest känd för att vara den plats där Qin Shi Huangdis terrakottaarmé upptäcktes 1974 och ett museum över utgrävningarna finns numera i Lintong.
Distriktet var tidigare ett härad och lydde länge under staden Weinan. 1998 ombildades Lintong till ett stadsdistrikt under Xi'an, huvudstad i provinsen. Distriktets namn kommer från två floder, Lin-floden flyter i den östra delen av distriktet och Tong-floden i det västra.
På orten är de heta källorna Huaqingchi, belägna. Det var här som Zhang Xueliang kidnappade Chiang Kai-shek i den s.k. Xi'an-incidenten, vilken tvingade Chiang att ingå en allians med Kinas kommunistiska parti mot Japanska imperiet.
Lintong är högkvarter för Folkets befrielsearmés 47 grupparmé, en av den två grupparméer som utgör Lanzhous militärregion.

## Kända personer från orten
- Fan Ming (1914-2010), kommunistisk militär och politiker.